# Lecanora austrosorediosa
Lecanora austrosorediosa är en lavart som beskrevs av Helge Thorsten Lumbsch. 
Lecanora austrosorediosa ingår i släktet Lecanora och familjen Lecanoraceae. Inga underarter finns listade i Catalogue of Life.